# Schinteiești, Mehedinți
Schinteiești este un sat în comuna Izvoru Bârzii din județul Mehedinți, Oltenia, România.